# Мистер Селфридж
«Мистер Селфридж» (англ. Mr Selfridge) — британский телесериал, рассказывающий о Гарри Селфридже и его магазине «Селфриджес» на Оксфорд-стрит. Премьера состоялась на телеканале ITV 6 января 2013 года. Сериал снят по мотивам книги Линди Вудхед «Shopping, Seduction & Mr Selfridge».
В октябре 2015 года издательство «АСТ» выпустило эту книгу под названием «Мистер Селфридж».

## Сюжет
Сериал рассказывает об амбициозном предпринимателе Гарри Гордоне Селфридже, разочаровавшемся в качестве розничной торговли в Англии и открывшем собственный торговый центр в 1909 году.

## В ролях
- Джереми Пивен — Гарри Селфридж
- Фрэнсис О’Коннор — Роза Селфридж
- Эшлин Лофтус — Агнес Таулер
- Зои Таппер[англ.] — Эллен Лав
- Оливер Джексон-Коэн — Родерик (Родди) Темпл
- Том Гудман-Хилл — Роджер Гроув
- Келли, Кэтрин — Леди Мэй
- Аманда Аббингтон — Мисс Мардл
- Джон Сессионс — Артур Конан Дойл
- Наталья Кремен — Анна Павлова
- Мими Дивени — Тилли Броклесс.